# Municipio de Glen Elder
El municipio de Glen Elder (en inglés: Glen Elder Township) es un municipio ubicado en el condado de Mitchell en el estado estadounidense de Kansas. En el año 2010 tenía una población de 514 habitantes y una densidad poblacional de 5,5 personas por km².

## Geografía
El municipio de Glen Elder se encuentra ubicado en las coordenadas 39°31′52″N 98°19′47″O / 39.53111, -98.32972. Según la Oficina del Censo de los Estados Unidos, el municipio tiene una superficie total de 93.39 km², de la cual 78,61 km² corresponden a tierra firme y (15,82 %) 14,78 km² es agua.

## Demografía
Según el censo de 2010, había 514 personas residiendo en el municipio de Glen Elder. La densidad de población era de 5,5 hab./km². De los 514 habitantes, el municipio de Glen Elder estaba compuesto por el 97,28 % blancos, el 0,39 % eran afroamericanos, el 0,78 % eran amerindios, el 0,78 % eran asiáticos y el 0,78 % eran de una mezcla de razas. Del total de la población el 1,95 % eran hispanos o latinos de cualquier raza.